# Soussans
Soussans é uma comuna francesa na região administrativa da Nova Aquitânia, no departamento da Gironda. Estende-se por uma área de 13,52 km². Em 2010 a comuna tinha 1 659 habitantes (densidade: 122,7 hab./km²).